# 羅克布呂訥-卡普馬丹
罗克布吕讷-卡普马丹（法語：Roquebrune-Cap-Martin，法語發音：[ʁɔk(ə)bʁyn kap maʁtɛ̃]）是法国滨海阿尔卑斯省的一个市镇，位于该省东南部，地中海沿岸，摩纳哥以东，属于尼斯区。

## 地理
罗克布吕讷-卡普马丹（43°45'26"N, 7°28'27"E）面积9.33 平方千米，位于法国普罗旺斯-阿尔卑斯-蓝色海岸大区滨海阿尔卑斯省，该省份为法国东南部沿海省份，南濒地中海，西南至瓦尔省，西北接上普罗旺斯阿尔卑斯省，北部和东部与意大利接壤。
与罗克布吕讷-卡普马丹接壤的市镇（或旧市镇、城区）包括：博索莱伊、戈尔比奥、芒通、佩耶、摩纳哥市镇。
罗克布吕讷-卡普马丹的时区为UTC+01:00、UTC+02:00（夏令时）。

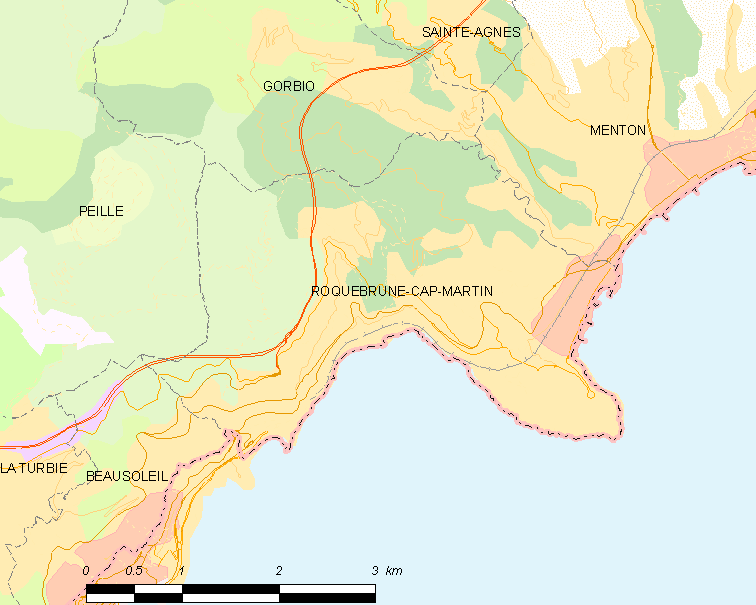
罗克布吕讷-卡普马丹的OSM定位图

## 行政
罗克布吕讷-卡普马丹的邮政编码为06190，INSEE市镇编码为06104。

## 政治
罗克布吕讷-卡普马丹所属的省级选区为芒通县。

## 文化
罗克布吕讷有一座中世纪城堡，还有一棵千年橄榄树，年龄在二千三百年至二千八百年之间，是世界上年龄最大的树之一。这棵树今天依然枝繁叶茂，硕果累累。

## 人口

1962-2008年间罗克布吕讷-卡普马丹人口变化图示

罗克布吕讷-卡普马丹于2022年1月1日时的人口数量为12419人。

## 友好城市
- 比利时 普罗丰德维尔